# Liste der Kulturgüter in Oberdorf SO
Die Liste der Kulturgüter in Oberdorf SO enthält alle Objekte in der Gemeinde Oberdorf im Kanton Solothurn, die gemäss der Haager Konvention zum Schutz von Kulturgut bei bewaffneten Konflikten, dem Bundesgesetz vom 20. Juni 2014 über den Schutz der Kulturgüter bei bewaffneten Konflikten sowie der Verordnung vom 29. Oktober 2014 über den Schutz der Kulturgüter bei bewaffneten Konflikten unter Schutz stehen.
Objekte der Kategorien A und B sind vollständig in der Liste enthalten, Objekte der Kategorie C fehlen zurzeit (Stand: 1. Januar 2023).

## Kulturgüter
| Foto |                                                                                         | Objekt                                                      | Kat. | Typ | Standort                                 | Beschreibung |
| ---- | --------------------------------------------------------------------------------------- | ----------------------------------------------------------- | ---- | --- | ---------------------------------------- | ------------ |
| ja   | Datei hochladen · Wikidata zu Pfarr- und Wallfahrtskirche (Q29525188)                   | Pfarr- und Wallfahrtskirche KGS-Nr.: 04628                  | A    | G   | Kirchgasse 11 604870 / 230938            |              |
| BW   | Datei hochladen · Wikidata zu Herrenkeller, bronzezeitliche Höhlensiedlung (Q114947631) | Herrenkeller, bronzezeitliche Höhlensiedlung KGS-Nr.: 02345 | B    | F   | 604100 / 232250                          |              |
| BW   | Datei hochladen · Wikidata zu Alte Mühle, P. Adam (Q29881094)                           | Alte Mühle, P. Adam KGS-Nr.: 04629                          | B    | G   | Langendorfstrasse 14 605219 / 230717     |              |
| BW   | Datei hochladen · Wikidata zu Gasthof Engel (Q29881097)                                 | Gasthof Engel KGS-Nr.: 04631                                | B    | G   | Engelweg 4 604967 / 230899               |              |
| ja   | Datei hochladen · Wikidata zu Kurhaus Weissenstein (Q27670099)                          | Kurhaus Weissenstein KGS-Nr.: 04632                         | B    | G   | Vorderweissenstein 2, 2a 605324 / 233450 |              |
| BW   | Datei hochladen · Wikidata zu Kaplanei mit Wasch- und Ofenhaus (Q114949165)             | Kaplanei mit Wasch- und Ofenhaus KGS-Nr.: 17045             | B    | G   | Engelweg 11, 11a 604916 / 230905         |              |